# Benoît Sokal
Benoît Sokal (Schaerbeek, 28 de junio de 1954 - Witry-lès-Reims, 28 de mayo de 2021) fue un historietista y diseñador de videojuegos belga, creador de obras como Inspector Canardo y la saga de videojuegos Syberia.

## Biografía
Benoît Sokal nació en Bruselas en 1954 y estudió arte en la Escuela de Bruselas. 
Se unió a Microïds para crear sus grandes obras en el mundo de los videojuegos: Amerzone y Syberia, ambos títulos relacionados y excelentes aventuras gráficas. Más tarde, fundó su propia productora de videojuegos "White Birds Productions", en la que, junto a Ubisoft, creó videojuegos como Paradise o Nikopol, basado en la obra Nikopol: La Foire aux immortels del artista francés Enki Bilal.
Falleció en Reims, el 28 de mayo de 2021, a los sesenta y seis años.

## Videojuegos
- Amerzone (1999)
- Syberia (2002)
- Syberia II (2004)
- Paradise (2006)
- Sinking Island (2007)
- Nikopol (2008)
- Aquarica (2008)
- Syberia Collection. Syberia + Syberia II (2015)
- Syberia III (2017)
- Syberia: The World Before (2021)

## Galardones
- Recibió un Premio Pixel-INA por la intro de su juego Amerzone en el certamen infográfico imagina en su edición del año 1999.[3]

- El portal de videojuegos GameSpy le otorgó el premio PC Adventure Game of the Year del año 2002 a su videojuego Syberia.[4]